# Jaren
Jaren (norwegisch für Kante oder Rand) sind eine Reihe von Berggipfeln in der Form einer Klippe im ostantarktischen Königin-Maud-Land. Im Mühlig-Hofmann-Gebirge ragen sie unmittelbar westlich des Bergs Storkvarvet auf.
Norwegische Kartographen, die diese Gebirgsgruppe auch deskriptiv benannten, kartierten sie anhand von Vermessungen und Luftaufnahmen der Dritten Norwegischen Antarktisexpedition (1956–1960).